# Kaishakunin
Kaishakunin (jap. 介錯人 kaishaku-nin) – postać pomocnicza w czasie japońskiego rytualnego samobójstwa seppuku, odcinająca głowę osoby odbierającej sobie życie w momencie jej agonii. Czynność ta nazywała się kaishaku.

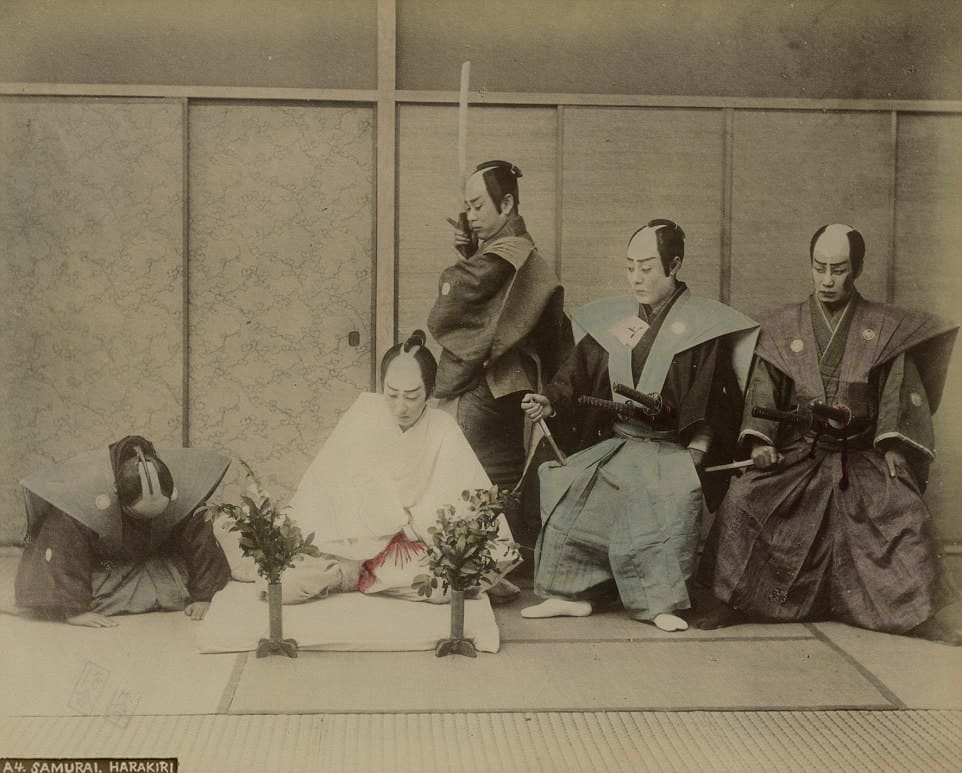
Scena przedstawiająca rytuał seppuku. Osoba z uniesionym mieczem to kaishakunin

Kaishakunin był przeważnie wybierany z grona przyjaciół lub uczniów, lecz główną jego cechą musiała być biegłość w szermierce. Po rozcięciu sobie brzucha przez samuraja kaishakunin zadawał mu cios mieczem w szyję w ten sposób, aby głowa trzymała się tylko na wąskim pasku skóry, by nie upadła na ziemię i nie potoczyła się po niej (co w obu przypadkach było oznaką hańby). 
Sposób wykonania cięcia był ściśle zależny od szkoły, z której wywodził się kaishakunin. Także w dzisiejszych czasach sposób wykonania tej czynności przetrwał w formach starych szkół (koryū) iaido.